# Список озёр и водохранилищ Филиппин
Большинство озёр Филиппин образовано в результате действия вулканов, так как страна находится в зоне повышенной сейсмической активности. Нередки случаи, когда озёра образовываются в жерлах потухших и дремлющих вулканов. Ниже представлен список наиболее крупных озёр и водохранилищ Филиппин (кроме пойм).

## Озёра и водохранилища площадью более 10 км²
Сортировка по убыванию площади
| Название    | Тип           | Фото | Площадь, км² | Макс. глубина, м | Провинция                                | Примечания, ссылки |
| ----------- | ------------- | ---- | ------------ | ---------------- | ---------------------------------------- | --- |
| Бай         | тектоническое |      | 911—949      | 20               | Лагуна, Рисаль, Столичный регион, Кавите | |
| Ланао       | тектоническое |      | 340          | 112              | Южный Ланао                              | |
| Тааль       | кратерное     |      | 234,2        | 172              | Батангас                                 | |
| Маинит      | тектоническое |      | 173,4        | 223              | Северный Суригао, Северный Агусан        | Второе по глубине озеро страны |
| Наухан      | тектоническое |      | 81,25        | 45               | Восточный Миндоро                        | |
| Булуан      | тектоническое |      | 61,34        | 6                | Магинданао, Султан-Кударат               | |
| Пантабанган | водохранилище |      | 59,23—69,62  |                  | Нуэва-Эсиха                              | Крупнейшее водохранилище страны |
| Бато        |               |      | 28,1         | 8 (ср.)          | Южный Камаринес                          | |
| Пуланги     | водохранилище |      | 19,85        |                  | Букиднон                                 | Второе по площади водохранилище страны |
| Бухи        | оползневое    |      | 17,07        | 12               | Южный Камаринес                          | Образовалось в первой половине XVII века в результате землетрясения, когда оползень перегородил реку Барит. Одно из немногих мест, где вылавливают рыбу вида Mistichthys luzonensis — самую маленькую промысловую рыбу в мире. |
| Лумао       | тектоническое |      | 16,8         |                  | Южный Агусан                             | |
| Магат       | водохранилище |      | 11,22—11,7   | 193              | Ифугао, Исабела                          | |
| Калирайа    | водохранилище |      | 10,5         | 65               | Лагуна                                   | |
| Дапао       | тектоническое |      | 10,12        | 120              | Южный Ланао                              | |
| Сан-Роке    | водохранилище |      | 8,82—16      | 16 (ср.)         | Пангасинан, Бенгет                       | |

## Примечательные озёра площадью менее 10 км²
- Пинатубо. Самое глубокое (ок. 600 м)[1] и самое молодое озеро страны (образовано в результате извержения одноимённого вулкана 15 июня 1991 года в его же кратере)[2].
- Мапануэпе[англ.]. Крупнейшее озеро страны, созданное лахаром; имеет площадь 6,48 км². Также образовано в результате извержения Пинатубо в июне 1991 года[3].